# Reid Blackburn

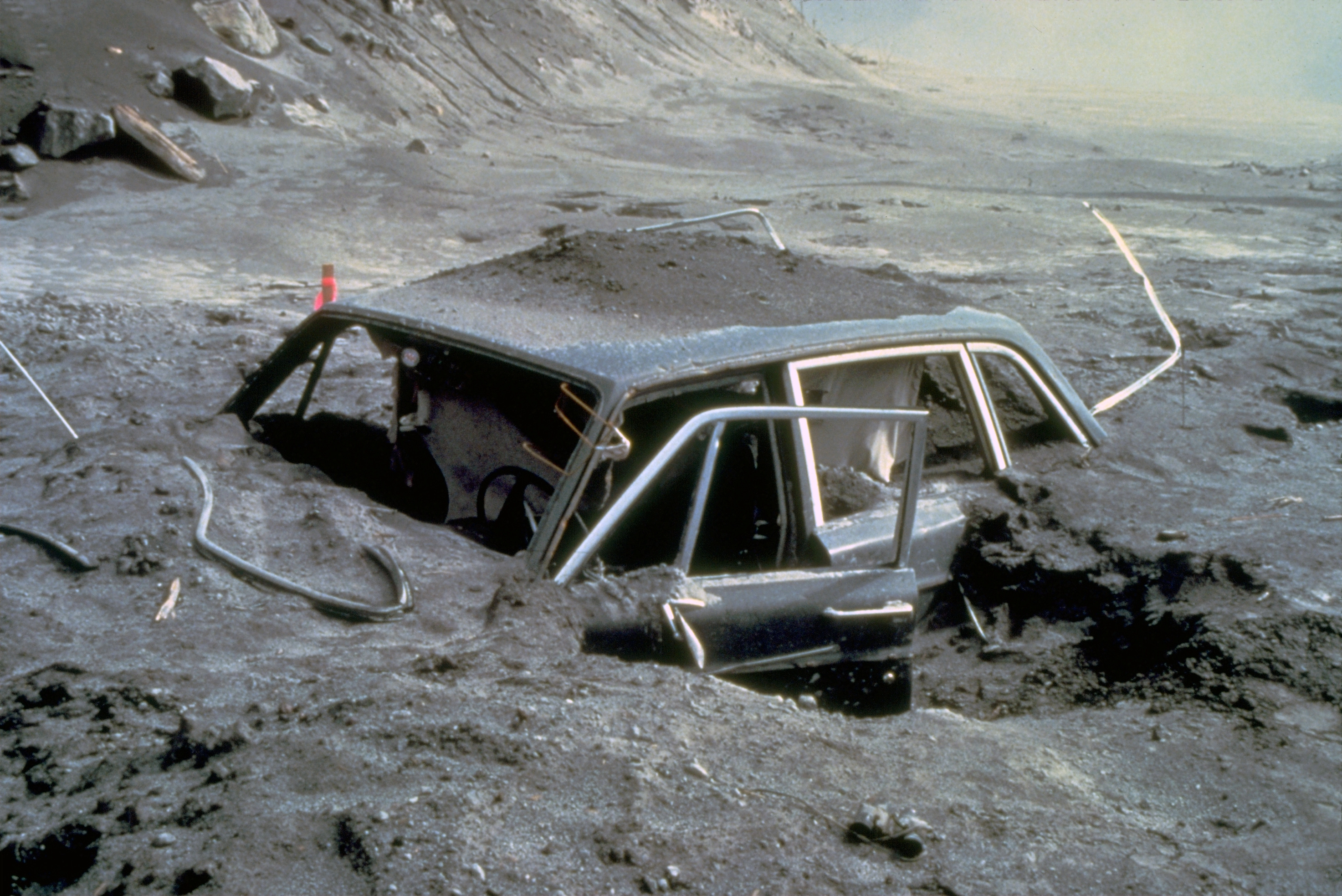
Blackburnův automobil po erupci, 31. května 1980

Reid Turner Blackburn (11. srpna 1952 – 18. května 1980) byl americký fotograf, který zahynul v roce 1980 při erupci sopky Mount St. Helens. Pracoval jako fotožurnalista a dokumentoval erupci pro místní noviny The Columbian Newspaper a také pro magazín National Geographic a United States Geological Survey právě, když jej výbuch překvapil v táboře Coldwater. Blackburnův automobil, včetně jeho těla, byl nalezen 4 dny po erupci. Jeho fotoaparát, pohřbený pod troskami z erupce, byl vyproštěn asi o týden později. Po své smrti byl Reid svými spolupracovníky a také přáteli chválen. Mluvili o jeho talentu a nadšení stejně jako o jeho někdy „jízlivém“ smyslu pro humor. Jeho žena Fay prohlásila, že ho zabilo to, co nejvíce miloval.

## Život a dílo
Narodil se v roce 1952 jako syn inženýra, který byl posedlý přicházet na to, jak věci fungují. Miloval myšlenku fotografie – malování světlem. Byl precizním fotografem, za své snímky získal ocenění od Associated Press. Napsal také knihu o závodech hydroplánů s přívěsným motorem.

## Smrt

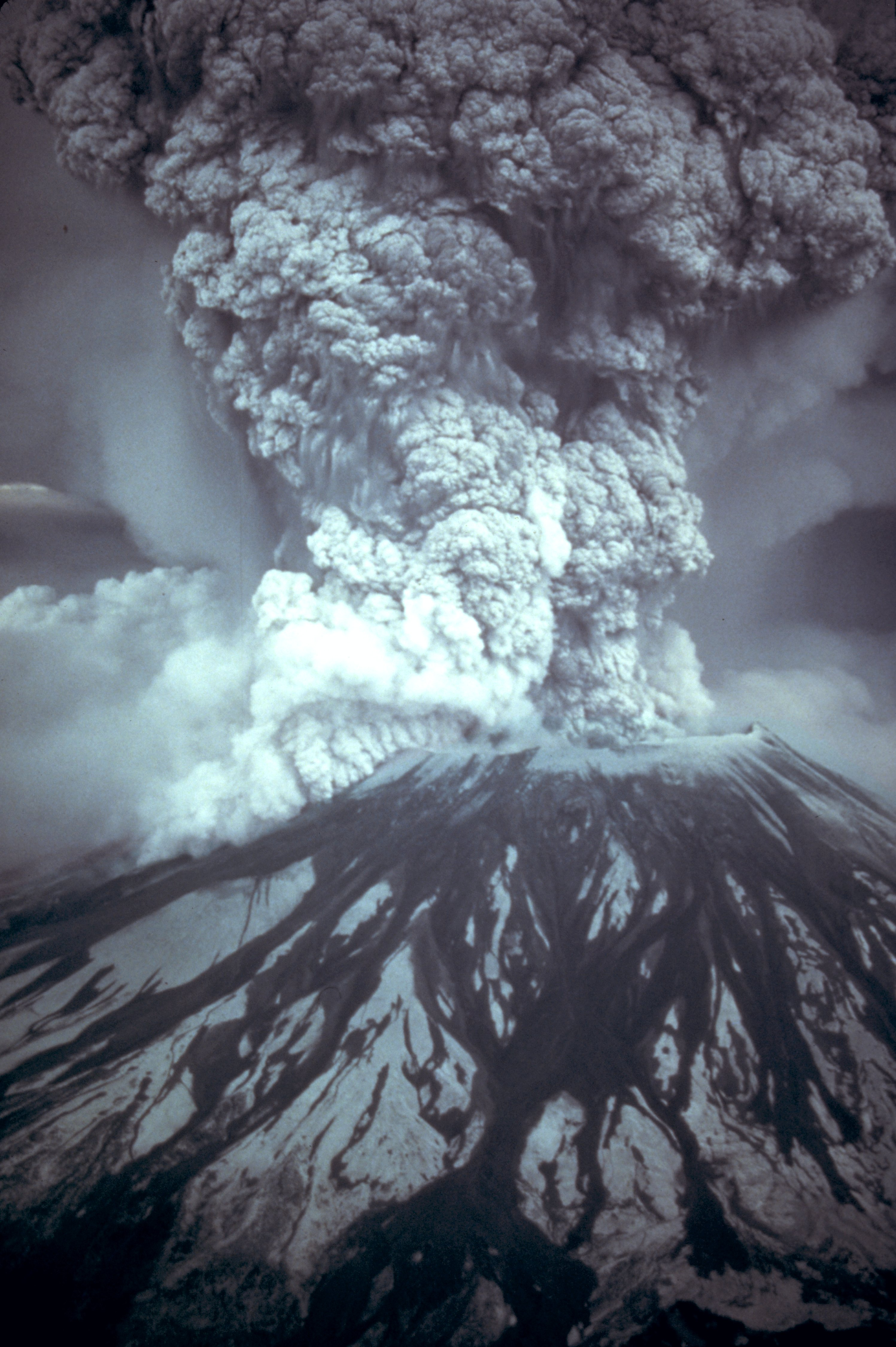
Erupce sopky Mount St. Helens v roce 1980

Blackburn zahynul, když proud lávy zaplavil oblast, kde se utábořil. Jeho auto bylo nalezeno o čtyři dny později obklopené až po okna popelem s jeho tělem uvnitř. Okna byla rozbitá a interiér vozu byl plný popela. Tragické na celé věci je to, že Blackburn měl zůstat v oblasti jen do dne před erupcí.
Na začátku června fotograf Fred Stocker z National Geographic vyprostil Blackburnův fotoaparát z lávy o síle 1 metr. Film však bohužel nebylo možné zachránit, vysoká teplota lávy film poškodila.
Erupce 18. května 1980 byla nejsmrtonosnější v historii USA. Zahynulo nejméně 57 lidí, číslo pravděpodobně zvýší někteří bezdomovci, zničeno bylo 200 domů. Kromě smrti Blackburna byla erupce příčinou i tragické smrti významného občana Harry Randall Trumana a vulkanologa Davida A. Johnstona. Kromě toho se jednalo o nejlépe dokumentovanou erupci v historii lidstva. Během jediného výbuchu bylo zničeno 1 400 metrů sopky. Horní část kužele se zhroutila a zanechala po sobě kalderu podkovovitého tvaru. Výlev magmatu způsobil vyklenutí severního boku sopky a jeho zřícení v lavině drtě. Výsledným efektem byla explozivní erupce. Lavina bahna, kamenní a sutě se řítila rychlostí až 75 m/s a překonala vzdálenost více než 25 km. Nashromážděné úlomky vyplnily údolí do výše 195 m. Směs horkých plynů a lávy v čele laviny zničila přibližně 10 miliónů stromů na ploše odpovídající cca 600 km2. Rozpad sopečné základny měl za následek i vznik pyroklastických proudů o teplotě až 700 °C. Během výbuchu, kromě škod na okolních porostech, uhynulo přibližně 2 000 kusů jelení zvěře.